# George Talbot, 4. jarl af Shrewsbury
George Talbot, 4. jarl af Shrewsbury, 4. jarl af Waterford, 10. baron Talbot, KG, KB, var søn af John Talbot, 3. jarl af Shrewsbury og Lady Catherine Stafford, datter af Humprey Stafford, hertug af Buckingham. Han holdt også de underordnede titler 13. baron Strange af Blackmere og 9. baron Furnivall.

## Tidligt liv
Jarlen blev født i Shifnal, Shropshire, i ca. 1468. Han arvede sin fars titel i 1473 i en alder af fem år og blev udnævnt til ridder af Order og the Bath i 1475.

## Karriere
Under kong Henrik 7. var jarlen en fremtrædende og hædret kriger. Han kæmpede med udmærkelse mod Lambert Simnel i Slaget ved Stoke Field og blev slået til ridder af Hosebåndsordenen efter slaget. I 1489 sluttede han sig til det engelske felttog til Flandern for at hjælpe kejseren mod franskmændene. Samme år, efter fødslen af Henriks andet barn, en datter ved navn Margrete Tudor, blev Talbot den første Tudor-prinsesses gudfar.
Efter kong Henrik 8.'s tronbestigelse fortsatte jarlen med at tjene kongen, som han havde gjort hans far, og udmærkede sig igen blandt de andre mægtigste adelsmand som en stor kriger. Under Henriks regeringstid blev jarlen en magtfuld mand. Allerede arvelig Lord High Steward of Ireland fra 1473 til 1538, blev han derefter udnævnt til Lord Steward af kongens hushold og Chamberlain of the Exchequer fra 1509 til 1538, medlem af Gehejmerådet i 1512  og kongens stedfortræder i Nordengland i 1522. Han var en af hærførerne for den engelske hær, der blev sendt over Den Engelske Kanal for at invadere Frankrig i 1512, hvor han var til stede i Slaget ved Guinegate og erobrede Thérouanne i august 1513. Han var senere til stede geunder Guldbrokadelejren, ledte hæren sendt mod nord for at kontrollere grænsen til Skotland og modtog mange andre vigtige politiske embeder ved hoffet.
Da skilsmissespørgsmålet opstod omkring kong Henriks “Great Matter” (vigtigste bekymring), støttede Shrewsbury det, aflagde vidnesbyrd ved dronning Katharina af Aragoniens retssag og underskrev brevet til paven, hvor han opfordrede ham til at give skilsmissen. Han underskrev også anklageskriftet mod kardinal Thomas Wolsey i 1529. Den 4. november 1530 blev Wolsey arresteret for forræderi og ført sydpå fra York til sin retssag og ankom fire dage senere til jarlens Manor Lodge, hvor han opholdt sig i atten dage. Han blev behandlet venligt af jarlen og hans familie, som forsøgte at gøre hans ophold så behageligt som muligt. Dog blev Wolsey meget syg, inden han forlod Sheffield under hans varetægt.
Da oprøret i nord brød ud i oktober 1536, rejste Shrewsbury straks styrker på sit eget initiativ, og "hans mod og troskab ved denne lejlighed reddede måske Henriks krone." Jarlen, John Russell, Sir William Parr (farbror til dronning Catherine Parr), William Gonson, Sir Francis Bryan og admiral Sir William FitzWilliam, som var royalister, mønstrede de 1.000 tropper fra Gloucester, der boede i Stony Stratford, som var til stede mod oprørere fra Pilgrimage of Grace (Nådens pilgrimsfærd) i Ampthill, Bedfordshire. Det var Thomas Howard, 3. hertug af Norfolk og den 4. jarl af Shrewsbury, der indledte forhandlinger med oprørerne i Doncaster, hvor Robert Aske havde samlet mellem 30 og 40 tusind mand. Der blev derefter aftalt en våbenhvile, og oprørerne fik lov til at anføre deres krav foran kongen.

## Familie
Idet han havde en stor familie og var en meget velhavende mand fandt han borgens indkvartering ekstremt trang. Han brød med sin families tradition og besluttede at gøre Sheffield til sit hjem og bo på Sheffield Castle opført af hans Furnivall forfædre. Denne borg er bedst kendt for senere at huse Marie, dronningen af Skotland, som fange, og det var faktisk den 6. jarl, jarlens barnebarn, der holdt hende fanget. I 1516 besluttede han at bygge et landsted til sig selv på en bakke omkring 5 km væk. I 1520 fik han føjet et kapel til sognekirken i Sheffield for at tjene som et familiekapel med et gravhvælving nedenunder. Denne er nu kendt som Shrewsbury Chapel og udgør nu en historisk del af Sheffield Cathedral.
I 1538 døde jarlen, 70 år gammel, mens han opholdt sig i Wingfield Manor. Han blev stedt til hvile i Shrewsbury Chapel sammen med sin første hustru, Lady Anne. I sit testamente bestemte jarlen, "at en gravmæle af marmor skulle placeres over hans grav med tre billeder derpå, nemlig et af ham selv i sin Hosebåndsordens kappe, en anden af hans afdøde hustru i hendes kappe og en tredje af hans hustru, der stadig var i live. Gravmonumentet for Talbot og hans to hustrur kan stadig ses i kirken (i dag Sheffield Cathedral).

## Ægteskab og børn
Han blev gift inden den 27. juni 1481 i en alder af 13 år med sin grandkusine, Lady Anne Hastings, datter af William Hastings, 1. baron Hastings og Katherine Neville. Lady Anne var ved hoffet som en af Katharina af Aragoniens hofdamer i begyndelsen af Henrik 8.'s regeringstid.
George Talbot og Lady Anne Hastings fik 11 børn:
- Francis Talbot, senere 11. baron Talbot og 5. jarl af Shrewsbury (ca. 1500-1560)
- Lady Elizabeth Talbot (ca. 1507 – efter 6. maj 1552), gift efter 18. maj 1519 med William Dacre, 3. baron Dacre af Gilsland, og fik børn.
- Lady Margaret Talbot, gift, som hans første hustru, med Henry Clifford, 1. jarl af Cumberland
- Lady Mary Talbot (d. 16. april 1572), gift ca. jan 1523/4 med Henry Percy, 6. jarl af Northumberland .
- Henry Talbot, tituleret Lord Talbot (d. ung)
- John Talbot (d. ung)
- John Talbot (d. ung)
- William Talbot, Marshal af Irland
- Richard Talbot
- Lady Anne Talbot
- Lady Dorothy Talbot

Efter Annes død giftede han sig for anden gang med Elizabeth Walden (1491 – juli 1567), datter af Sir Richard Walden. De fik to børn:
- Lady Anne Talbot (18. marts 1523 – 18. juli 1588), giftede sig første gang med Peter Compton (d. 30. januar 1544) og fik en søn, Henry Compton, 1. baron Compton, giftede sig anden gang med William Herbert, 1. jarl af Pembroke.
- John Talbot (d. ung)

## Film, fiktion, tv
Jarlen af Shrewsbury bliver spillet af Gavin O'Connor i Showtime-serien The Tudors. I serien er jarlen af Shrewsbury afbildet som en meget yngre mand (ca. 30 år). Da Pilgrimage of Grace fandt sted i 1536, hvor han er med i The Tudors, var han i virkeligheden 70 år gammel. Tidspunktet bekræfter også, at han skulle have været den 4. jarl af Shrewsbury, da titler kun føres videre, når en Adelsmand dør. The Tudors er kendt for at have set bort fra historiske figurers virkelige alder af, når de castede roller.
Han er en mindre figur i H.F.M. Prescotts roman The Man on a Donkey, som fortæller historien om Pilgrimage of Grace.